# Jugoszláv kézilabdakupa
Jugoszláv Kézilabda Kupát 1955-től rendeztek évente, először a férfi szakágban, majd 1 évvel később női szakágban is. A kupa megszervezését és lebonyolítását a Jugoszláv Kézilabda Szövetség intézte.
A kupát kieséses rendszerben rendezték, évente változtatva egy vagy két mérkőzés döntötte el a továbbjutást, többnyire az alacsonyabb osztályú csapat pályaválasztásával. A döntetlen az idegenbeli csapatnak kedvezett.

## A jugoszláv kupagyőztesek listája (Jugoszláv Szocialista Szövetségi Köztársaság 1955-1992)
| Év   | Férfiak                 | Nők                   |
| ---- | ----------------------- | --------------------- |
| 1955 | Mladost (Zágráb)        | Nem írták ki          |
| 1956 | Crvena Zvezda (Belgrád) | Lokomotiva (Zágráb)   |
| 1957 | Borac (Banja Luka)      | Lokomotiva (Zágráb)   |
| 1958 | Borac (Banja Luka)      | Lokomotiva (Zágráb)   |
| 1959 | Partizan (Belgrád)      | Lokomotiva (Zágráb)   |
| 1960 | Partizan (Bjelovar)     | Lokomotiva (Zágráb)   |
| 1961 | Borac (Banja Luka)      | Spartak (Subotica)    |
| 1962 | Zagreb (Zágráb)         | ORK Beograd (Belgrád) |
| 1963 | Bosna (Szarajevó)       | ORK Beograd (Belgrád) |
| 1964 | Nem rendezték meg       | Nem rendezték meg     |
| 1965 | Medveščak (Zágráb)      | Lokomotiva (Zágráb)   |
| 1966 | Partizan (Belgrád)      | Grafičar (Osijek)     |
| 1967 | Crvenka (Crvenka)       | ORK Beograd (Belgrád) |
| 1968 | Partizan (Bjelovar)     | ORK Beograd (Belgrád) |
| 1969 | Borac (Banja Luka)      | Trešnjevka (Zágráb)   |
| 1970 | Medveščak (Zágráb)      | Radnički (Belgrád)    |
| 1971 | Partizan (Belgrád)      | Lokomotiva (Zágráb)   |
| 1972 | Borac (Banja Luka)      | ORK Beograd (Belgrád) |
| 1973 | Borac (Banja Luka)      | Radnički (Belgrád)    |
| 1974 | Borac (Banja Luka)      | Voždovac (Belgrád)    |
| 1975 | Borac (Banja Luka)      | Radnički (Belgrád)    |
| 1976 | Partizan (Bjelovar)     | Radnički (Belgrád)    |
| 1977 | Železničar (Niš)        | Železničar (Novi Sad) |
| 1978 | Medveščak (Zágráb)      | Osijek (Osijek)       |
| 1979 | Borac (Banja Luka)      | Radnički (Belgrád)    |
| 1980 | Metaloplastika (Šabac)  | Bane Sekulić (Sombor) |
| 1981 | Medveščak (Zágráb)      | Osijek (Osijek)       |
| 1982 | Železničar (Niš)        | ORK Beograd (Belgrád) |
| 1983 | Metaloplastika (Šabac)  | Radnički (Belgrád)    |
| 1984 | Metaloplastika (Šabac)  | Budućnost (Titograd)  |
| 1985 | Železničar (Niš)        | Radnički (Belgrád)    |
| 1986 | Metaloplastika (Šabac)  | Radnički (Belgrád)    |
| 1987 | Medveščak (Zágráb)      | Voždovac (Belgrád)    |
| 1988 | Crvenka (Crvenka)       | Lokomotiva (Zágráb)   |
| 1989 | Medveščak (Zágráb)      | Budućnost (Titograd)  |
| 1990 | Medveščak (Zágráb)      | Radnički (Belgrád)    |
| 1991 | Zagreb (Zágráb)         | Radnički (Belgrád)    |
| 1992 | Borac (Banja Luka)      | Radnički (Belgrád)    |

## A jugoszláv kupagyőztesek listája (Jugoszláv Szövetségi Köztársaság 1993-2002)
| Év   | Férfiak                  | Nők                   |
| ---- | ------------------------ | --------------------- |
| 1993 | Partizan (Belgrád)       | Metalka (Svetozarevo) |
| 1994 | Partizan (Belgrád)       | Radnički (Belgrád)    |
| 1995 | Crvena Zvezda (Belgrád)  | Budućnost (Podgorica) |
| 1996 | Crvena Zvezda (Belgrád)  | Budućnost (Podgorica) |
| 1997 | Železničar (Niš)         | Budućnost (Podgorica) |
| 1998 | Partizan (Belgrád)       | Budućnost (Podgorica) |
| 1999 | Železničar (Niš)         | Napredak (Kruševac)   |
| 2000 | Sintelon (Bačka Palanka) | Budućnost (Podgorica) |
| 2001 | Partizan (Belgrád)       | Budućnost (Podgorica) |
| 2002 | Lovćen (Cetinje)         | Budućnost (Podgorica) |

## Szerbia és Montenegró kupagyőzteseinek listája (Szerbia és Montenegró 2003-2004)
| Év   | Férfiak                 | Nők                   |
| ---- | ----------------------- | --------------------- |
| 2003 | Lovćen (Cetinje)        | Radnički (Belgrád)    |
| 2004 | Crvena Zvezda (Belgrád) | DIN (Niš)             |
| 2005 | Vojvodina (Novi Sad)    | Budućnost (Podgorica) |
| 2006 | Vojvodina (Novi Sad)    | Budućnost (Podgorica) |

## Lásd még
- Jugoszláv férfi kézilabda-bajnokság (első osztály)
- Jugoszláv női kézilabda-bajnokság (első osztály)